# Selección de hockey sobre hielo de China Taipéi
La Selección de hockey sobre hielo de China Taipéi es el equipo de hockey sobre hielo representativo de la República de China (Taiwán). El equipo es regido por la Federación de Hockey sobre Hielo de China Taipéi y es miembro de la Federación Internacional de Hockey sobre Hielo (IIHF). China Taipéi ocupa actualmente el puesto 44 en el Ranking mundial de la IIHF y compite en la División III del Campeonato Mundial IIHF.

## Historia
Taiwán solo ha estado activo en 1987, 2005, 2008 y 2010. En 1987, compitieron de manera no oficial en el Grupo D del Campeonato Mundial en Perth, Australia, donde su mejor resultado fue un empate 2-2 contra Hong Kong. Taiwán no era miembro de la IIHF en ese momento, pero se presentó al torneo de todos modos y se le permitió jugar un juego contra los demás equipos. En 2005, jugaron 3 amistosos, perdiendo ante Hong Kong una vez, 6-2 y derrotando a Tailandia dos veces, 5-3 y 11-4. En 2008, ganaron la Challenge Cup of Asia inaugural celebrada en Hong Kong. En 2009, no pudieron enviar un equipo al torneo y en abril de 2010, organizaron el torneo (ahora reconocido por la IIHF) y lo volvieron a ganar.

## Participaciones

### Campeonato mundial
| Año             | Anfitrión       | Resultado                                                                           | PJ                                                                                  | PG                                                                                  | PGP                                                                                 | PPP                                                                                 | PP                                                                                  |
| --------------- | --------------- | ----------------------------------------------------------------------------------- | ----------------------------------------------------------------------------------- | ----------------------------------------------------------------------------------- | ----------------------------------------------------------------------------------- | ----------------------------------------------------------------------------------- | ----------------------------------------------------------------------------------- |
| 1987 hasta 2016 | 1987 hasta 2016 | No participó (Compitió de manera no en el Grupo D del Campeonato del mundo de 1987) | No participó (Compitió de manera no en el Grupo D del Campeonato del mundo de 1987) | No participó (Compitió de manera no en el Grupo D del Campeonato del mundo de 1987) | No participó (Compitió de manera no en el Grupo D del Campeonato del mundo de 1987) | No participó (Compitió de manera no en el Grupo D del Campeonato del mundo de 1987) | No participó (Compitió de manera no en el Grupo D del Campeonato del mundo de 1987) |
| 2017            | Sofía           | 46° (6° en la División III)                                                         | 4                                                                                   | 1                                                                                   | 0                                                                                   | 0                                                                                   | 3                                                                                   |
| 2018            | Ciudad del Cabo | 44° (6° en la División III)                                                         | 5                                                                                   | 2                                                                                   | 0                                                                                   | 0                                                                                   | 3                                                                                   |
| 2019            | Sofía           | 45° (6° en la División III)                                                         | 5                                                                                   | 1                                                                                   | 1                                                                                   | 0                                                                                   | 3                                                                                   |
| 2020            | Kockelscheuer   | Cancelado por la Pandemia de COVID-19                                               | Cancelado por la Pandemia de COVID-19                                               | Cancelado por la Pandemia de COVID-19                                               | Cancelado por la Pandemia de COVID-19                                               | Cancelado por la Pandemia de COVID-19                                               | Cancelado por la Pandemia de COVID-19                                               |
| 2021            | Kockelscheuer   | Cancelado por la Pandemia de COVID-19                                               | Cancelado por la Pandemia de COVID-19                                               | Cancelado por la Pandemia de COVID-19                                               | Cancelado por la Pandemia de COVID-19                                               | Cancelado por la Pandemia de COVID-19                                               | Cancelado por la Pandemia de COVID-19                                               |

### Juegos asiáticos de invierno
| Año  | Anfitrión  | Resultado | PJ | PG | PGP | PPP | PP |
| ---- | ---------- | --------- | -- | -- | --- | --- | -- |
| 2011 | Nur-sultán | 5°        | 4  | 0  | 0   | 0   | 4  |
| 2017 | Sapporo    | 6°        | 5  | 3  | 1   | 1   | 0  |

### Copa Desafío de Asia
| Año  | Anfitrión | Resultado    | PJ           | PG           | PGP          | PPP          | PP           |
| ---- | --------- | ------------ | ------------ | ------------ | ------------ | ------------ | ------------ |
| 2008 | Hong Kong | 1°           | 5            | 4            | 0            | 0            | 1            |
| 2009 | Abu Dabi  | No participó | No participó | No participó | No participó | No participó | No participó |
| 2010 | Taipéi    | 1°           | 4            | 0            | 0            | 0            | 1            |
| 2011 | Kuwait    | No participó | No participó | No participó | No participó | No participó | No participó |
| 2012 | Dehradun  | 5°           | 0            | 0            | 0            | 0            | 4            |
| 2013 | Bangkok   | 1°           | 6            | 1            | 0            | 0            | 0            |
| 2014 | Abu Dabi  | 1°           | 5            | 5            | 0            | 0            | 0            |
| 2015 | Taipéi    | 1°           | 4            | 4            | 0            | 0            | 0            |
| 2016 | Abu Dabi  | 1°           | 4            | 4            | 0            | 0            | 0            |

## Equipo actual
De la División III del Campeonato Mundial IIHF 2017.

## Récord ante otros equipos
Última actualización del partido: 22 de abril de 2018
     Balance positivo (más Victorias)      Balance neutral (Victorias=Perdidas)      Balance negativo (más Derrotas)
| Equipo                 | PJ | PG | PE | PP | GF  | GC  |
| ---------------------- | -- | -- | -- | -- | --- | --- |
| Bosnia y Herzegovina*  | 1  | 1  | 0  | 0  | 5   | 0   |
| Tailandia              | 10 | 8  | 0  | 2  | 64  | 31  |
| Emiratos Árabes Unidos | 9  | 7  | 0  | 2  | 33  | 29  |
| Hong Kong              | 9  | 5  | 1  | 3  | 31  | 24  |
| Mongolia               | 5  | 5  | 0  | 0  | 49  | 9   |
| Kuwait                 | 4  | 3  | 0  | 1  | 52  | 14  |
| Macao                  | 3  | 3  | 0  | 0  | 50  | 0   |
| Singapur               | 3  | 3  | 0  | 0  | 27  | 4   |
| Malasia                | 3  | 2  | 0  | 1  | 14  | 6   |
| Turkmenistán           | 1  | 1  | 0  | 0  | 5   | 4   |
| Sudáfrica              | 2  | 1  | 0  | 1  | 8   | 9   |
| Turquía                | 1  | 0  | 0  | 1  | 2   | 4   |
| China                  | 1  | 0  | 0  | 1  | 1   | 10  |
| Georgia                | 1  | 0  | 0  | 1  | 2   | 11  |
| Nueva Zelanda          | 1  | 0  | 0  | 1  | 1   | 12  |
| Japón                  | 1  | 0  | 0  | 1  | 0   | 18  |
| Australia              | 1  | 0  | 0  | 1  | 3   | 31  |
| Kazajistán             | 1  | 0  | 0  | 1  | 0   | 35  |
| Bulgaria               | 2  | 0  | 0  | 2  | 2   | 10  |
| Corea del Sur          | 2  | 0  | 0  | 2  | 0   | 46  |
| Total                  | 61 | 39 | 1  | 21 | 359 | 307 |

Nota: Chinese Taipei obtuvo una victoria por 5-0 sobre Bosnia y Herzegovina en la División III del Campeonato Mundial de la IIHF de 2017 después de que Bosnia y Herzegovina perdiera el juego.